# カポエイラ
カポエイラ（葡: capoeira）は、ブラジルの奴隷達が練習していた格闘技と音楽、ダンスの要素が合わさったブラジルの文化。カポエラと言うこともある。2008年にブラジル国内の無形文化財として登録される。2014年11月には、ユネスコによって無形文化遺産に登録された。

## 名称
Capoeiraという語は南米の言語であるグアラニー語のcaá puéraから来ているとされる。caáは「森」を、puéraは「存在していたもの」を意味し、caá puéraで、「刈られた森」「消滅した森」となる。

## 歴史

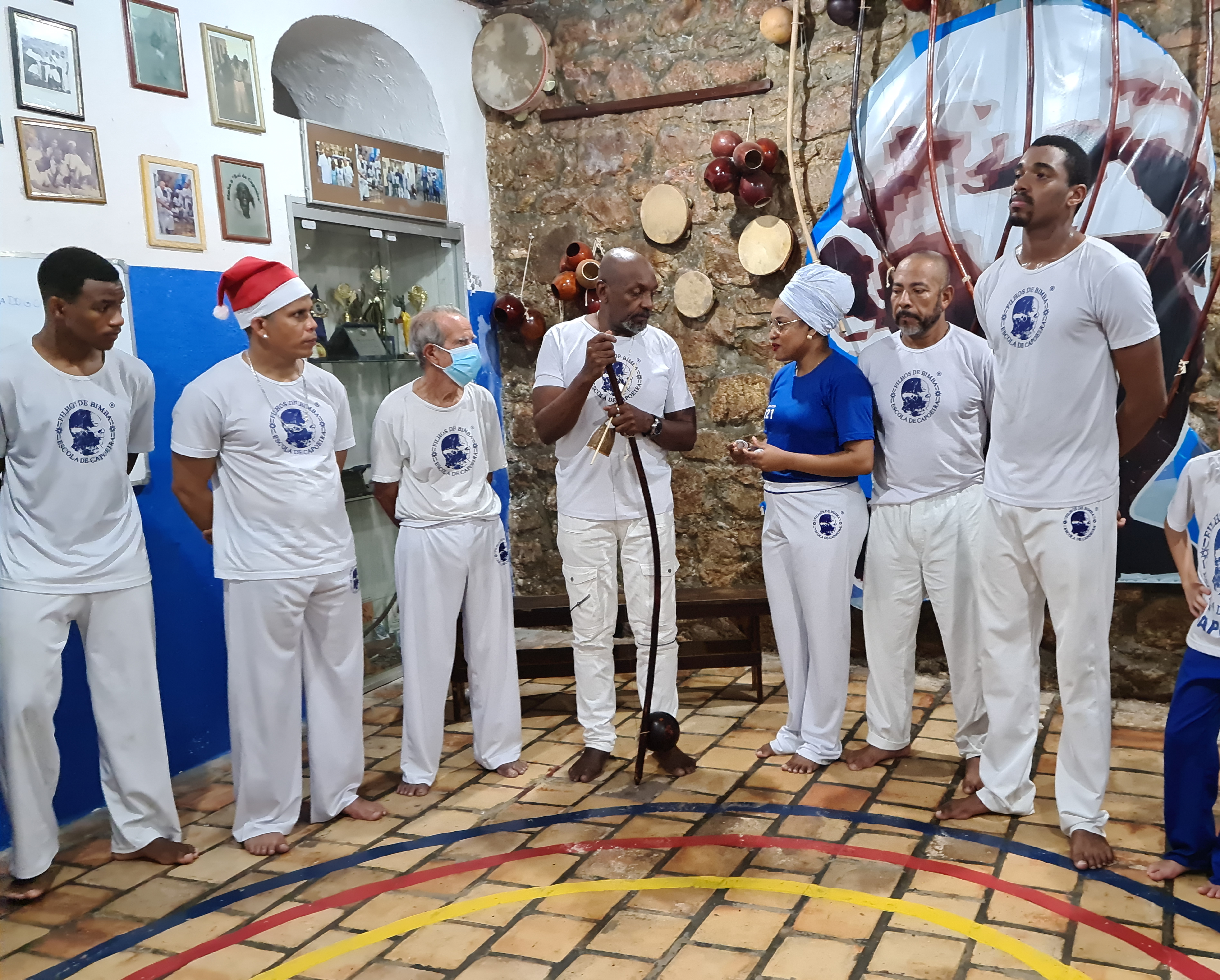
2022年のメストレ・ビンバのグループ

1500年4月22日、ポルトガル人のペドロ・アルヴァレス・カブラルはブラジルを発見し、ポルトガルはブラジルを植民地化した。ポルトガル人はパウ・ブラジルの枯渇後、サトウキビなどのプランテーションを耕作させるための労働力としてアフリカ大陸のアンゴラやコンゴ、モザンビーク、西アフリカから多くの黒人を連行して人身売買を行い、黒人は奴隷として酷使された。カポエイラの源流は未だに不明な点が多い。アフリカの土着格闘技として、すでにこの頃よりも以前に存在していたと言われる他、インディオがカポエイラをしているのをポルトガル航海士マルティン・アフォンソ・デ・ソウザが目撃していると言われている。カポエイラ界では、今のところカポエイラはアフリカではなく、ブラジルで生まれたという説が多く支持されている。よって、アフリカからブラジルに伝播した文化的要素がカポエイラに影響を与えた可能性はあるにしろ、アフリカ起源というのには語弊がある。例えば、奴隷小屋（senzala）は、宗主国ポルトガルやアフリカには当然存在せず、そうした特異な環境がカポエイラを生み出していったと考えられる。
また、カポエイラの基本ステップ、ジンガが速さと足の間隔の違いがあるにせよ、サンバの基本ステップに酷似している。サンバの原型が輪になって中心にダンサーが飛び出して踊ること、もともとのサンバの原型が胸をつきだして踊るなど、サンバとの関係が深い。
1808年1月23日にリスボンからリオデジャネイロにポルトガル王室が移転したため、ポルトガル・ブラジル連合王国が樹立され、ポルトガル王ジョアン6世とブラジル皇帝ペドロ1世は、1808年から1831年まで特別警察を設置、アフリカ文化の抑圧を行った。1888年5月13日に黄金法によって奴隷制は廃止されたものの、その後も解放されたアフリカ系ブラジル人の元奴隷への差別は依然として続き、カポエイラは権力に抵抗する手段とみなされ1892年から1932年まで禁止されていた。
こうした背景の中、カポエイラは黒人奴隷が、看守にばれないようダンスのふりをして修練した格闘技といわれる。手かせをされていた奴隷が、その拘束をとかれないまま鍛錬した格闘技の為、足技を中心に発展したとされるが、これは後世の想像と見られている。
現在は空手やテコンドー・ムエタイ等の他国の格闘技との技法交流に伴い拳法技術を用いた技法も導入されたため、足技だけの格闘技ではなくなっているが、手による攻撃は依然少なく、地面に手をついて蹴ったり、逆立ちをしたり、アクロバティックな独特の動きを持つ。
ブレイクダンスなどにも影響を与えた。また、踊りの練習をしているように見せかけるため、音楽とともに練習したと言われており、ビリンバウやパンデイロ等の楽器をつかった伴奏が付き物である。
一部ではナイフ術が併伝されている。ジンガの動きから刺しに行く技が幾つかあるほか、ナイフを指に挟んで蹴るナイフ蹴りがある。これらの技もバイーアで生まれたとされる。

## 流派
大きく二つの流派が存在する。近年は様々な要素を混ぜたコンテンポラーニアと言う新しいスタイルも生まれている。流派と言ってもグループによっては流派の区別を作らず、カポエイラとして様々なスタイルを練習する場合もある。

### ヘジォナウ（Regional）
1928年にメストレ・ビンバ（Mestre Bimba、本名：Manuel dos Reis Machado）が多くの格闘技を研究し、創始した。より格闘技的なスタイル。創始した当時はさほどではなかったが、激しくアクロバティックな動きも特徴。一般的に知られているカポエイラはこちらの系統の流派。屋内でカポエイラ教室を初めて開き、1930年代にはブラジル北東部のバイーア州サルヴァドールで世界初の道場を開校した。当時の独裁者ジェトゥリオ・ドルネレス・ヴァルガス大統領によるブラジルのナショナリズム称揚と国民文化を見直す運動が強まる中、上流階級の子弟までもがカポエイラを習い、また、ヴァルガスに招かれてデモンストレーションを行ったことからも、ビンバは奴隷の文化からのカポエイラの地位を向上させた存在といえる。このような努力により、市民権を得るまでカポエイラを発展させた。もともと禁止されていた英語読みでリージョナルと表記する例も散見されるが、ポルトガル語の発音にはヘジォナウが近い。

### アンゴーラ（Angola）
メストレ・パスチーニャ（Mestre Pastinha、本名：Vicente Ferreira Pastinha）がまとめた流派。彼は奴隷でない身分の者にもカポエイラを教えた革命児。カポエイラの師であるアフリカ人ベネジートの出身地だったブラジルのアンゴーラ地方（この地方の名前はアフリカのアンゴラに由来する）から名前をとった。儀式的でどちらかといえばゆったりした動きが特徴。飛び跳ねるような派手な動作はあまり行わず、動物の動きをまねたアフリカ土着の格闘技に近い。パスチーニャは1941年にサルヴァドールでアンゴーラの本格的な道場を開いた。実は全てのカポエイラの源流はこのアンゴーラに行きつくと言われている。

## 技名

カポエイラの基本ステップ、ジンガ

- ジンガ（ginga） - 「よちよち歩き」の意味。他の格闘技の構えに近い、カポエイラの特徴的なステップ。腰を落とし、顔面を防御しつつ左右に体を移動させる。サンバのステップとも同じで、サンバのステップはジンガを速めたものになる。
- ケイシャーダ（queixada） - あごへの蹴り。避けと蹴りを両立させている珍しい蹴り。
- アルマーダ（armada） - 「艦隊・海軍」を意味する蹴り。後ろ回し蹴りに近い。
- アウー（aú） - 側方倒立回転。動作中は地面についた手を見ずに、相手を見続けることが特徴。
- フォーリャ（folha） - 「葉っぱ」を意味するアクロバティックな蹴り技。
- マカコ（macaco） - 「猿」を意味する、しゃがんだ状態からのバク転。
- カベサーダ（cabeçada） - 頭突き。
- マルテイロ（martelo） - 「ハンマー」を意味する上段蹴り。
- ハステイラ（rasteira） - 足を引っ掛けて倒す技。
- ベンサゥォン（benção） - 前方押し蹴り。「感謝」を意味し、腹部を蹴られた相手が、お辞儀をさせているようになることから名が付いたとされる。
- メイア・ルーア・ジ・コンパッソ（Meia lua de compasso） - 両手を後方の地面に付け、横臥するように上体を傾けながら撃つ変則後ろ回し蹴り。「コンパスの半月」を意味する。流派によっては「ハーボ・ジ・アハイア（Rabo de Arraia、「エイの尾」の意）とも呼ばれる。
- メイア・ルーア・プレザ（Meia lua presa） - メイア・ルーア・ジ・コンパッソの支持を片手に変えた技。

## 用語

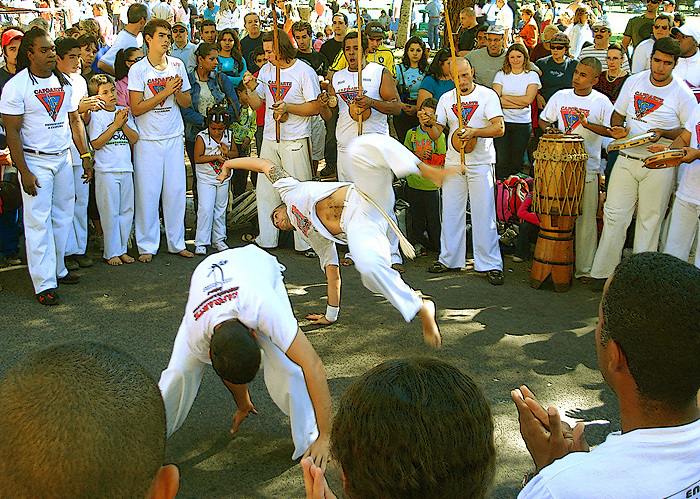
ホーダ（リオグランデ・ド・スル州のポルト・アレグレにて）

- ジョーゴ - ほかの格闘技で組手にあたるもの。
- ホーダ - 円陣の中心で、楽器の演奏とともにジョーゴを行う。対戦相手は次々入れ替わる。「円」という意味もある。
- カポエイリスタ - カポエイラをする人。ブラジルでは8月3日が「カポエイリスタの日」として知られている[4]。
- アバダ（フランス語版） - カポエイラの専用ユニフォーム。主に練習着として着用されていることが多い。
- コルダオン - 帯。階級によって色が異なる。
- アペリド - 洗礼名。カポエイリスタとしてのあだ名・リングネーム。通常はバチザードにおいてメストレから授かる。
- バチザード - 洗礼式。カポエイラ初心者に対して団体が正式に入門を認める式であるとともに、昇段者に対する認定式も兼ねている（昇段試験の場ではない）。年に数回、団体を挙げて大々的に開催され、カポエイリスタにとっては日頃の練習の成果を披露する場でもある。

## 階級
階級と、それに対応する帯の色はグループにより異なる。
下記の順序の階級であるグループが多い。
- メストレ（Mestre） - 「師範」。日本人のメストレとして、SAMURAI CAPOEIRA  の Mestre Samurai：池村貴志、Cordao de Contas の Mestre Tigre 、Grupo de Capoeira Angola Pelourinho（GCAP) の Mestre Kenji が居る。日本人メストレはまだ数少ないので、ブラジルからメストレを招聘してバチザードを行う。Mestre SAMURAI は日本人メストレとして初めてかつ現在唯一、国内でバチザードを開催している。
- コントゥラ・メストレ（Contra Mestre） - 「準師範」。contraは「接近」の意。
- プロフェッソール（Professor） - 「教師」。
- インストルトール（Instrutor） - 「インストラクター、教師生」。多くの団体では、この階級から支部の代表になる。
- モニトール（Monitor） - 「教師生補、研修生」。カポエイラが日本に入って間もない頃は、この階級から支部を組織した団体が多かった。

## 楽器
- アタバキ
- ビリンバウ（グンガ、メジオ、ヴィオラ）
- パンデイロ
- アゴゴ（又はアゴーゴ）
- ヘコヘコ

## 音楽
基本的
- ラダイーニャ（Ladainhas）……ホーダの開始時に行われる。
- シューラ（Chulas）
- コヒード（Corridos）
- トーキ（Toques）

## カポエイラが登場する作品

### 映画
- オンリー・ザ・ストロング - Only The Strong （1993年）
- M:I-2 - Mission: Impossible 2 （2000年）
- キャットウーマン - Catwoman （2004年）
- オーシャンズ12 - Ocean's Twelve （2004年）
- トム・ヤム・クン! - Tom Yum Goong （2005年）
- チョコレート・ファイター - Chocolate （2008年）
- みんな!エスパーだよ! - 秋山多香子が作中で使用。 （2015年）
- ゲットハード/Get Hard - Get Hard （2015年）
- バクラウ 地図から消された村 - Bacurau （2019年）

### 音楽（PV)
- 手を出すな - GAKU-MC／櫻井和寿 （2006年）
- フェイク - Mr.Children （2007年）
- My Love♥ - Metis (2010年)
- 乱舞のメロディ - シド (2010年)

### 漫画・アニメ
- 空手バカ一代 - 日本で初めて、カポエイラを紹介した漫画。ただし、『ずっと逆立ちしたまま闘う格闘技』と誤った紹介をしている。
- CUFFS 〜傷だらけの地図〜
- DEATH NOTE - ※初代Lがヨツバ編にて何度か技を見せている。表記は「カポエラ」。
- 修羅の門
- 天上天下 - 黒人のハーフのボブ牧原がカポエイラの使い手
- 格闘美神 武龍
- ボーイズ・オン・ザ・ラン
- コータローまかりとおる!
- サムライチャンプルー
- エアマスター
- ブラック・ラグーン
- 史上最強の弟子ケンイチ
- エンジェル・ハート - 劇中にカポエイラをベースにしたダンスチームが登場。
- ファイアボール - 主人公ドロッセルが用いる格闘技だが、当人は空手と言い張る。
- いいんちょ。 - 篠宮初乃が独学で身に着けた。
- SH@PPLE -しゃっぷる- - 原作ノベルでは挿絵では見られなかったが、コミカライズにあたり一駿河蜜によるカポエイラが登場。
- クレヨンしんちゃん 嵐を呼ぶジャングル - 劇中でアクション仮面が使用する。
- みんな!エスパーだよ! - 秋山多香子が使用
- かよえ!チュー学 - 劇中でイバタが使用｡
- バトゥーキ - カポエイラの歴史から技、戦い方を網羅したカポエイラ専門漫画。また作者の迫稔雄もカポエイリスタ[5]。
- オッドタクシー - ヒロインの白川美保が使用。
- はぐれアイドル地獄変 - AV女優・豪島セーラ、その師匠・アレクサンドロ・ベラスケスとその妹エマヌエラが使う。
- 君のことが大大大大大好きな100人の彼女 - 24人目の彼女・火保エイラがカポエイラ使い。
- うみねこのなく頃に - 右代宮家の長女・右代宮絵羽が空手やテコンドー・カポエイラ等の格闘技に長けている。

### ゲーム
- 餓狼伝説シリーズ（リチャード・マイヤ、ボブ・ウィルソン）
- ストリートファイターIIIシリーズ（エレナ）
- 鉄拳シリーズ（エディ・ゴルド、クリスティ・モンテイロ、タイガー・ジャクソン）
- ザ・キング・オブ・ファイターズシリーズ（ソワレ・メイラ、桃子）
- バウンサー（エキドナ）
- ポケットモンスターシリーズ（カポエラー）
- バスト ア ムーブシリーズ
- レイジ・オブ・ザ・ドラゴンズ（プパ・サルゲイロ）
- トバル2（魔王マーク）
- DEAD OR ALIVE 4（リサ）ルチャリブレだが、一部の技にカポエイリスタがモーションキャプチャーで参加。
- 龍が如く5 夢、叶えし者（荻田冠）ストーリー後半にカポエイラを使う敵がいる。

### 小説
- リオの狼男（平井和正作）
- 超老伝-カポエラをする人（中島らも作）
- DEATH NOTE アナザーノート ロサンゼルスBB連続殺人事件（南空ナオミが護身術として/西尾維新著）
- バッカーノ!（アンゴーラ流とみられる/成田良悟著）
- SH@PPLE -しゃっぷる-（竹岡葉月作）
- IS 〈インフィニット・ストラトス〉（弓弦イズル作）
- ニンジャスレイヤー（複数の登場人物がカポエイラの技術を利用している）

### CM
- 武田薬品工業 アリナミンA 「ブラジル カポエイラ編」 （1986年）